# Унтербергер, Христофор
Христофор Унтербергер (Унтерпергер) (итал. Cristoforo Unterperger; 27 мая 1732, Кавалезе, провинция Тренто − 25 января 1798, Вена, Священная Римская империя) — австрийский художник, работавший в Италии. Рисовальщик и живописец раннего неоклассицизма. Представитель большой художественной семьи.

## Биография
Христофор Унтербергер родился в Кавалезе, область Трентино на севере Италии (в то время графство Тироль) в немецкоязычной семье художников, он был сыном живописца Йозефа Антона Унтербергера (1703—1743), племянником Микеланджело Унтербергера и Франца Зебальда Унтербергера.
Вначале его учил рисованию дядя, Франц Зебальд Унтербергер, а затем другой дядя, Микеланджело Унтербергер, с 1751 по 1758 год был соруководителем его обучения в Императорской придворной академии живописи, скульптуры и архитектуры в Вене.
Затем художник отправился в Венецию и Верону, где учился у Джамбеттино Чиньяроли. В 1758 году переехал в Рим. Копировал работы Пьетро да Кортона. В Риме Унтербергер подружился с Антоном Рафаэлем Менгсом и стал его лучшим учеником. Вместе с ним расписывал «Зал папирусов» Ватиканской апостольской библиотеки на темы классических римских фресок, включая гротески и другие декоративные мотивы.
В 1772 году Христофор под покровительством Менгса стал членом Академии Святого Луки.
В 1778—1787 годах по заказу российской императрицы Екатерины II в Риме под руководством Иоганна Фридриха Раффенштайна, немецкого художника-любителя, «корреспондента» императрицы, Христофор Унтербергер руководил группой художников «снимавших копии» с ватиканских росписей, созданных учениками Рафаэля для повторения «Лоджий Рафаэля» в Санкт-Петербургском Эрмитаже. Для этого архитектор Джакомо Кваренги в Санкт-Петербурге возвёл новый корпус рядом со зданием Большого Эрмитажа. Эрмитажные лоджии были торжественно открыты в 1792 году.
Унтербергер работал также в садах Виллы Боргезе в Риме. По заказу Маркантонио IV Боргезе участвовал в росписях «Храма Эскулапа» (1784—1786), обустройстве «руин» и фонтанов парка. Христофор Унтербергер писал алтарные картины, портреты, пейзажи, картины исторического жанрa, декоративные композиции из фруктов и цветов. Он написал несколько картин бытового жанра, которые сейчас находятся в галерее Лихтенштейна в Вене.
Христофор скончался в Риме, его брат — живописец Игнац Унтербергер (1748—1797), работал в Вене, сын — Христоф-Йозеф (1776—1846) был художником в Риме. Учениками Христофора Унтербергера были Джузеппе Турчи и Антонио Лонго.